# Gál Miklós
Gál Miklós (Dunaújváros, 1979. július 6. –) magyar szakközgazdász, üzletember

## Tanulmányai
Első, közgazdász diplomáját 2002-ben a Dunaújvárosi Főiskola gazdálkodási szakán szerezte. 1999-2000 között Londonban a Croydon College hallgatója volt. 2002-ben Nemzetközi Bankárképzőben értékpapírforgalmazó jogi vizsgát tett. 2014-ben a Pécsi Tudományegyetem Állam- és Jogtudományi Karán csődjogi jogi szakokleveles szakember, 2017-ben a Szent István Egyetem Gazdaság- és Társadalomtudományi Karán bizalmi vagyonkezelő szakközgazdász képesítést szerzett. 2014-ben a Pécsi Tudományegyetemen felszámolási és vagyonfelügyeleti szakközgazdász szakirányú továbbképzésen vett részt. Erdészeti és vadgazdálkodási technikusi, továbbá mezőgazdasági technikusi és bio-nyövénytermesztő végzettséggel is rendelkezik.

## Szakmai pályafutása
Szakmai pályafutását 2002-ben a GE Capital Services Budapest Bank Rt.-nél kezdte, ahol 2005-ig több területen is (lakosság, belső ellenőrzés) dolgozott, majd vállalati tanácsadóként vállalati ügyfelek akvizíciójával, hitelezésével foglalkozott. 2005-től az Arthur Bergmann Budapest Kft. ügyvezetőjeként (könyvelés és pénzügyi tanácsadás) tevékenykedett, 2010-ben a Locomotice CEE Kft. (építőipar, vasútépítés) ügyvezetője lett. 22017-től igazgatósági tisztséget töltött be a Diófa Alapkezelő Zrt.-ben, a Centrál Takarék Szövetkezetben, valamint elnöke volt a 3A Takarékszövetkezetnek. A Centrál és a 3A takarékok vezetőjeként aktívan részt vett a takarékszövetkezeti szektor új stratégiájának kidolgozásában és a takarékszövetkezeti szektor országos integrációjában, aminek révén a korábbi, több mint 50, eltérő termékekkel, informatikai háttérrel, arculattal, eltérő szabályok mentén működő takarék laza csoportjából 2019 végére egyetlen, korszerű, hatékonyan működő, országos lefedettségű, univerzális bank Archiválva 2019. június 3-i dátummal a Wayback Machine-ben jött létre. Részben hazai, részben multinacionális vállalatok, pénzintézetek, befektetési és vagyonkezelő társaságok vezetőjeként jelentős piaci tapasztalatra tett szert a stratégiai befektetések, akvizíciók, továbbá a vagyonkezelés terén. 2018- 2020 között a STATUS Capital Zrt. igazgatósági tagja, valamint 2018-ban a DBH Investment Zrt. Archiválva 2019. május 5-i dátummal a Wayback Machine-benigazgatóságába is beválasztották.  2018-2020 között a TIGÁZ Zrt. felügyelőbizottságának tagja, 2019. július 1- 2020. június 30. között az Opus Global Nyrt. vezérigazgatója, 2021-ig a Takarékbank Zrt. leányvállalatainak irányítását látta el. 2017-től 2023-ig az Abraham Goldmann Bizalmi Vagyonkezelő Zrt. igazgatóságának tagja. 
Németből és angolból középfokú nyelvvizsgával rendelkezik.  